# Diocèse de la Drôme
Cet article court présente un sujet plus développé dans : Diocèse de Valence, Ancien diocèse de Die et Ancien diocèse de Saint-Paul-Trois-Châteaux.
Le diocèse de la Drôme est un ancien diocèse de l'Église constitutionnelle en France. Créé par la constitution civile du clergé de 1790, il est supprimé à la suite du concordat de 1801. Il couvrait le département de la Drôme. Le siège épiscopal était Valence.